# Дивина Ше
Дивина Ше (Verbascum chaixii) — вид квіткових рослин родини ранникових (Scrophulariaceae).

## Біоморфологічна характеристика
Це багаторічна рослина. Рослина 40–100 см, вкрита сіруватим нальотом. Стебла циліндричні. Листки темно-зелені, зверху запушені, городчасті чи зубчасто-розрізані, рівномірно зменшуються, нижні на довгій ніжці, верхні майже сидячі. Квітки жовті з фіолетовим горлом, досить дрібні, у розчепірених суцвіттях на тонких розпростерто-висхідних гілках, що утворюють пірамідальну волоть. віночок 15–20 мм. Коробочка еліпсоїдна, більша за чашечку.

## Поширення
Росте у Євразії від Іспанії до Сіньцзяну.
В Україні вид зростає на узліссях, серед чагарників, дуже рідко — Донецький Лісостеп (Донецька обл., Амвросіївський р-н, с. Дмитрівка на р. Міусі). У ЧКУ має статус «зникаючий».
У тому числі Verbascum laxum Fil. & Jáv. = Verbascum chaixii subsp. austriacum.